# 貝爾維爾 (喬治亞州)
貝爾維爾（英語：Bellville）是一個位於美國喬治亞州埃文斯縣的城市。

## 地理
貝爾維爾的座標為32°09′10″N 81°58′24″W / 32.15278°N 81.97333°W，而該地的平均海拔高度為56米（即184英尺）。

## 人口
根據2010年美國人口普查的數據，貝爾維爾的面積為2.62平方千米，當中陸地面積為2.55平方千米，而水域面積為0.07平方千米。當地共有人口123人，而人口密度為每平方千米46.95人。